# Asparagus altiscandens
Asparagus altiscandens — вид рослин із родини холодкових (Asparagaceae).

## Біоморфологічна характеристика
Це плетистий кущ 300–400 см завдовжки з нерозгалуженими бічними гілками завдовжки 35–50 см.

## Середовище проживання
Ареал: Ангола.
Населяє піщаний ґрунт і білий твердий вапняний мергель на висотах до 1100 метрів.